# Прапор Котельви
Пра́пор Котельви — селищна хоругва Котельви, затверджена рішенням сесії селищної ради.

## Опис
Квадратне полотнище складається з трьох вертикальних смуг зеленого, жовтого і зеленого кольорів (1:2:1). У центрі жовтої смуги червона літера "К", зверху і знизу по одній блакитний восьмипроменевій зірці.